# Сімада Кайоко
Сімада Кайоко (яп. 島田佳代子; нар. 6 лютого 1986, префектура Сайтама) — японська борчиня вільного стилю, чемпіонка Азії.

## Життєпис
Випускниця університету Сайтами.

## Спортивні результати на міжнародних змаганнях

### Виступи на Чемпіонатах світу
| Змагання                        | Збірна | Вагова категорія          | Місце |
| ------------------------------- | ------ | ------------------------- | ----- |
| Чемпіонат світу з боротьби 2012 | Японія | жіноча боротьба, до 59 кг | 5     |

### Виступи на Чемпіонатах Азії
| Змагання                       | Збірна | Вагова категорія          | Місце  |
| ------------------------------ | ------ | ------------------------- | ------ |
| Чемпіонат Азії з боротьби 2012 | Японія | жіноча боротьба, до 59 кг | Золото |

### Виступи на Кубках світу
| Змагання                    | Збірна | Вагова категорія          | Місце |
| --------------------------- | ------ | ------------------------- | ----- |
| Кубок світу з боротьби 2012 | Японія | жіноча боротьба, до 59 кг | 7     |

### Виступи на інших змаганнях
| Змагання                                         | Збірна | Вагова категорія          | Місце  |
| ------------------------------------------------ | ------ | ------------------------- | ------ |
| Чемпіонат світу з боротьби серед студентів 2006  | Японія | жіноча боротьба, до 59 кг | Золото |
| Відкритий міжнародний турнір «Sunkist Kids» 2010 | Японія | жіноча боротьба, до 59 кг | Срібло |
| Золотий Гран-прі з боротьби 2011 (Красноярськ)   | Японія | жіноча боротьба, до 59 кг | 5      |
| Золотий Гран-прі з боротьби 2011 (Баку)          | Японія | жіноча боротьба, до 59 кг | Бронза |